# حمر (الحيمة الخارجية)

تعديل مصدري - تعديل

حمر هي إحدى قرى عزلة بني عروة بمديرية الحيمة الخارجية التابعة لمحافظة صنعاء، بلغ تعداد سكانها 317 نسمة حسب تعداد اليمن لعام 2004.